# برو (تقسیمات کشوری)
برو (انگلیسی: Borough) (تلفظ: /ˈbər-(ˌ)ō/) یک نوع تقسیمات کشوری در کشورهای انگلیسی‌زبان است. در اصل عبارت برو یک حکومت خودگردان و مستقل در شهرک‌ها و شهرهای کوچک است اما در عمل استفاده رسمی از آن به صورت گسترده‌ای متفاوت است.